# Người Gia Rai
Người Gia Rai, còn gọi là Jarai (Jrai) hay Ană Krai (con của rồng), là một dân tộc cư trú ở vùng Tây Nguyên của Việt Nam, đa số là tại Gia Lai và một ít ở Campuchia. Người Gia Rai còn có tên gọi khác là người Jrai (hay Ană Pô Grei, Anak Drai hay Jarai-từ gốc: con cái của Ga Rai, người Gia Rai, Gia Lai theo phiên âm tiếng Việt), có các nhóm phương ngữ Jrai Chor, Jrai Mơthur, Jrai Hdrung, Jrai Tơbuan, Jrai Arap. Người Gia Rai nói tiếng Gia Rai, một ngôn ngữ thuộc phân nhóm ngôn ngữ Chăm của ngữ tộc Malay-Polynesia trong ngữ hệ Nam Đảo. Người Gia Rai thuộc nhóm chủng tộc Austronesia. Tại Việt Nam, họ là một dân tộc trong số 54 dân tộc tại Việt Nam. Dân số của người Gia Rai là 513.930 (năm 2019), 411.275 người (năm 2009), và 317.557 (năm 1999). Tại Campuchia, họ sống ở tỉnh Ratanakiri với dân số cỡ 20.800 và được xếp vào nhóm Khmer Loeu.

## Khái quát
Người Gia Rai là một nhánh lớn của tộc người Rang Đê cổ (Rang Đê gồm hai dân tộc Êđê và Gia Rai ngày nay) được ghi chép khá nhiều trong các bia ký Chăm Pa, sự tấn công của đế quốc Mông Cổ, sau này là nam tiến của người Việt đã đẩy bộ phận người Chăm Pa lên vùng bình nguyên Cheo Reo, hòa hợp với người Êđê cổ tạo ra nhóm tộc người tự gọi là Ană Jrai Hơbai, tức con cái của Gia Rai.Trong văn hóa và tính cách của người Gia Rai có nhiều yếu tố Chăm Pa trung đại hơn so với người Êđê vốn chịu ảnh hưởng đứt gãy của yếu tố Lâm Ấp Chăm Pa cổ đại. Người Gia Rai còn giữ được yếu tố ngôn ngữ Rang Đê cổ đó là ngôn ngữ đa âm hơn so với người Êđê.

## Dân số và địa bàn
Người Gia Rai sinh sống và cư trú chủ yếu tập trung ở tỉnh Gia Lai (90%), một bộ phận ở tỉnh Kon Tum (5%) và phía bắc tỉnh Đắk Lắk (4%). Khoảng vài ngàn người Gia Rai sinh sống tại khu vực Ratanakiri, Campuchia nhưng chưa có số liệu chính thức từ Viện thống kê quốc gia Campuchia.
Theo Tổng điều tra dân số và nhà ở năm 2019, người Gia Rai ở Việt Nam có dân số 513.930 người, cư trú tại 47 trên tổng số 63 tỉnh, thành phố. Người Gia Rai cư trú tập trung tại các tỉnh: Gia Lai (459.738 người, chiếm 29,2% dân số toàn tỉnh và 90,5% tổng số người Gia Rai tại Việt Nam), ngoài ra còn có ở Kon Tum (25.883 người), Đắk Lắk (20.495 người). Đây là dân tộc bản địa có số dân đông nhất Tây Nguyên.

## Lịch sử và tên gọi
Vào năm 1471, Đại Việt sử ký toàn thư có ghi chép về sự kiện Chămpa đầu hàng quân Đại Việt của vua Lê Thánh Tông như sau: Một lúc sau, đứng xa trông thấy toán quân đi trước đã trèo lên được chỗ tường thấp trên mặt thành, bèn bắn luôn ba tiếng pháo để tiếp ứng, lại hạ lệnh cho vệ quân thần võ phá cửa đông thành tiến vào. Thành Chà Bàn bị phá vỡ. Quân Đại Việt bắt được hơn ba vạn tù binh và chém được hơn bốn vạn thủ cấp. Ngô Nhạn dẫn tướng đầu hàng là bác ruột Trà Toàn tên là Bô Sản Ha Ma. Lê Thánh Tông sai trưng bày những thứ người Chiêm dùng làm lễ vật đem đến xin hàng mà ở Đại Việt không có, sai viên quan đô úy Đỗ Hoàn chỉ tên từng thứ một. Có cái hộp bạc, hình như thanh kiếm, vua hỏi vật gì. Hoàn trả lời rằng đó là đồ của nước Chiêm Thành từ xưa, người làm quốc vương phải có vật đó để truyền cho con cháu. Quân Thuận Hóa bắt sống Trà Toàn dẫn đến trước vua Lê Thánh Tông, nhà vua cho Trà Toàn được sống. Hôm ấy là ngày mồng 1 tháng 3 âm lịch (1471).
Cuộc nam tiến của người Việt xuống Chăm Pa tạo ra các làn sóng người Chăm Pa vùng ven biển Trung, Nam Trung Bộ liên tục chuyển cư lên vùng bình nguyên Cheo Reo, hỗn dung với cộng đồng Rang Đê có trước, từ đó hình thành ra nhóm tộc người mới Anak Jrai. Nhóm Rang Đê vùng thung lũng sông Ba tự gọi mình là Ană Jrai. Ană Jrai chính là cụm danh xưng Pô Krung Jrai (Pô Krung Jrai là cách gọi tôn xưng thái tử Chăm Pa là Harijit (R'cam Mal, Chế Mân) lãnh đạo người Rang Đê đánh đuổi Mông Cổ. Krung hay Kurung trong ngôn ngữ Rang Đê và Mã Lai cổ có nghĩa là thủ lĩnh. Dần dần, Pô Krung Jrai hay Pô KLong Jrai phiên âm thành Jarai. Jrai tách khỏi khối bộ tộc Rang Đê để tự nhận mình là Ană Jrai, với ý nghĩa là những đứa con của Vua Chế Mân (Pô Krung Jrai, Pô Klong Jrai hay Ană).
Tiểu quốc J'rai (còn gọi là Ala Car P'tao Degar, Dhung Vijaya, Nam Vijaya, Nam Bàn, Nam Phan, Nam Phiên, Chămpa Thượng) là một tiểu quốc cổ của các bộ tộc Nam Đảo ở Tây Nguyên, Việt Nam với bộ tộc nòng cốt là người Gia Rai và người Êđê hình thành từ khoảng cuối thế kỷ 15 và chấm dứt sự tồn tại sau khi phân rã ra thành các bộ tộc độc lập vào khoảng cuối thế kỷ 19. Tiểu quốc này được cai trị dưới quyền các vị tiểu vương mà người Việt gọi là Thủy Xá - Hỏa Xá, tức là Pơtao Apui-Pơtao Ia.
Theo tương truyền, các vị vua là hiện thân của thần Gươm Y'Thih (nhân vật trong các truyền thuyết của người người Êđê và Gia Rai. Một tài liệu khác ghi là 20 "đời vua" tiểu quốc J'rai, là người kế tục giữ gươm thần do chàng Y'Thih để lại. Có ý kiến khác cho rằng gươm thần của các Pơtao thực ra là các bảo vật truyền ngôi của hoàng gia Chăm Pa sau khi Lê Thánh Tông tiêu diệt thành Vijaya (Đồ Bàn, Bình Định). Xét về hình thái, tộc người Rhade (Êđê) lui về phía nam và cùng các nhóm Gia Rai thực ra là một dân tộc Rang Đê, hai nhóm tộc người này bị phân ly do nguyên nhân lịch sử mà trong tiếng Gia Rai gọi là thời kỳ Pha ra, nghĩa là cuộc chia ly anh em.

## Đặc điểm kinh tế
Người Gia Rai sống chủ yếu bằng nghề trồng trọt nương rẫy; lúa tẻ là cây lương thực chính. Công cụ canh tác của người Gia Rai giản đơn, chủ yếu là con dao chặt cây, phát rừng, cái cuốc xới đất và cây gậy chọc lỗ khi tra hạt giống. Chăn nuôi trâu, bò, lợn, chó, gà phát triển. Xưa kia, người Gia Rai có đàn ngựa khá đông. Người Gia Rai còn thuần dưỡng và nuôi cả voi. Đàn ông thạo đan lát các loại gùi, giỏ, đàn bà giỏi dệt khố, váy, mền đắp, vải may áo cho gia đình. Săn bắn, hái lượm, đánh cá là những hoạt động kinh tế phụ khác có ý nghĩa đáng kể đối với đời sống của họ xưa và nay.

## Tổ chức cộng đồng

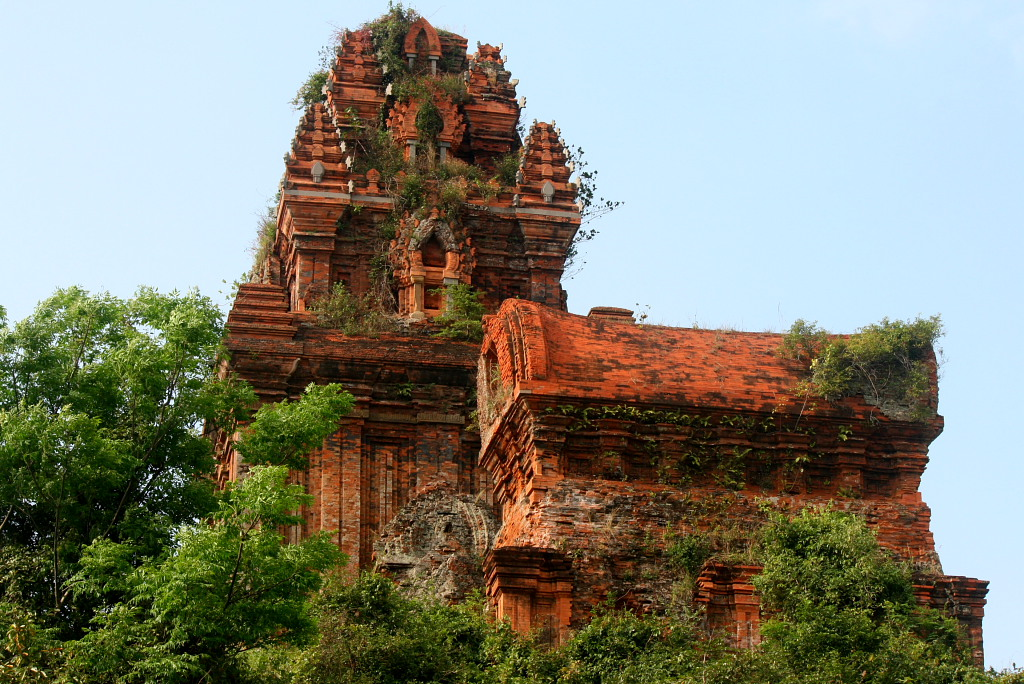
Tháp Bánh Ít tại Bình Định. Trong tiếng Gia Rai, nó được gọi là tháp Yang Mtian (theo cuốn "Pays Jorai" của nhà dân tộc học Jacques Dournes).

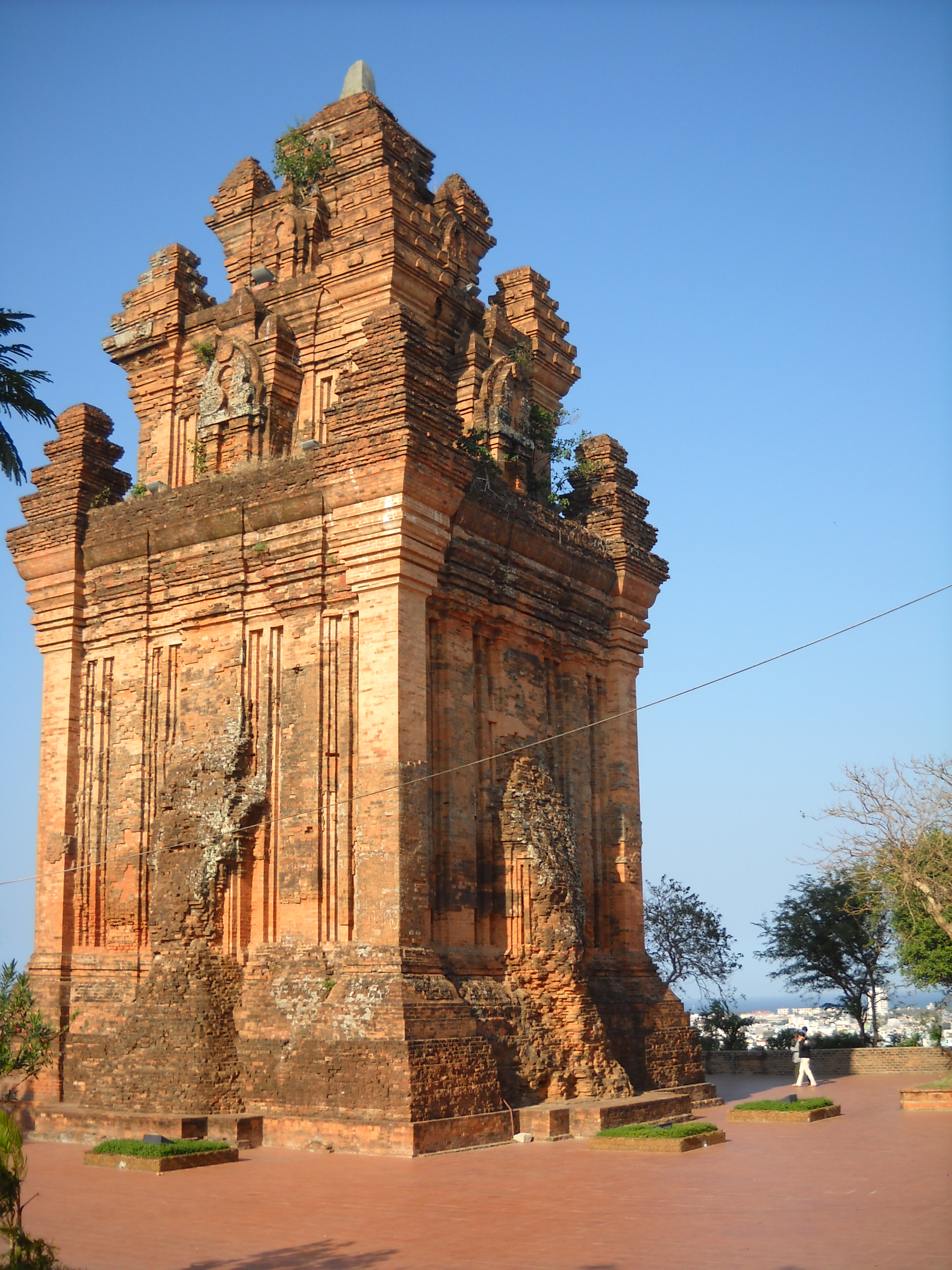
Tháp Nhạn tại Phú Yên. Trong tiếng Gia Rai, nó được gọi là tháp KơHmeng (theo cuốn "Pays Jorai" của nhà dân tộc học Jacques Dournes).

Người Gia Rai sống thành từng làng (plei, plơi hay bôn). Trong làng, ông chủ làng cùng các bô lão có uy tín lớn và giữ vai trò điều hành mọi sinh hoạt tập thể, ai nấy đều nghe và làm theo. Tuỳ từng nhóm Gia Rai, mỗi làng đều có nhà rông. Đây tộc người duy nhất thuộc hệ ngôn ngữ Nam Đảo có nhà rông, có thể do ảnh hưởng của cư dân Ba Na thuộc ngữ tộc Môn-Khmer. Có nhóm Arap của người Gia Rai thực ra là người gốc Ba Na đã bị Gia Rai hóa. Đây là tộc người duy nhất ở Tây Nguyên đã có một tổ chức xã hội tiền nhà nước với hai vua (Ptao): vua Nước và vua Lửa, còn được gọi là Tiểu quốc J'rai.

## Hôn nhân gia đình
Dân tộc Gia Rai theo truyền thống mẫu hệ, phụ nữ tự do lựa chọn người yêu và chủ động việc hôn nhân. Sau lễ cưới, chàng trai về ở nhà vợ, không được thừa kế tài sản. Trái lại, con gái lấy chồng lần lượt tách khỏi cha mẹ ra ở riêng, được phân chia một phần tài sản. Con cái đều theo họ mẹ. Ngoài xã hội, đàn ông đóng vai trò quan trọng hơn, nhưng trong nhà, phụ nữ có ưu thế hơn. Ngày xưa, có tục những người cùng dòng họ (theo phía mẹ), khi chết chôn chung một hố, nay tục này đã giảm. Kèm theo đó là tục nối hôn, nếu người vợ chết đi mà có em gái hoặc chị gái chưa lấy chồng thì người này tiếp tục chung sống với chồng của người đã chết.

## Nhà cửa
Có nơi ở nhà dài, có nơi làm nhà nhỏ, nhưng đều chung tập quán ở nhà sàn, đều theo truyền thống mở cửa chính nhìn về hướng bắc.

## Trang phục

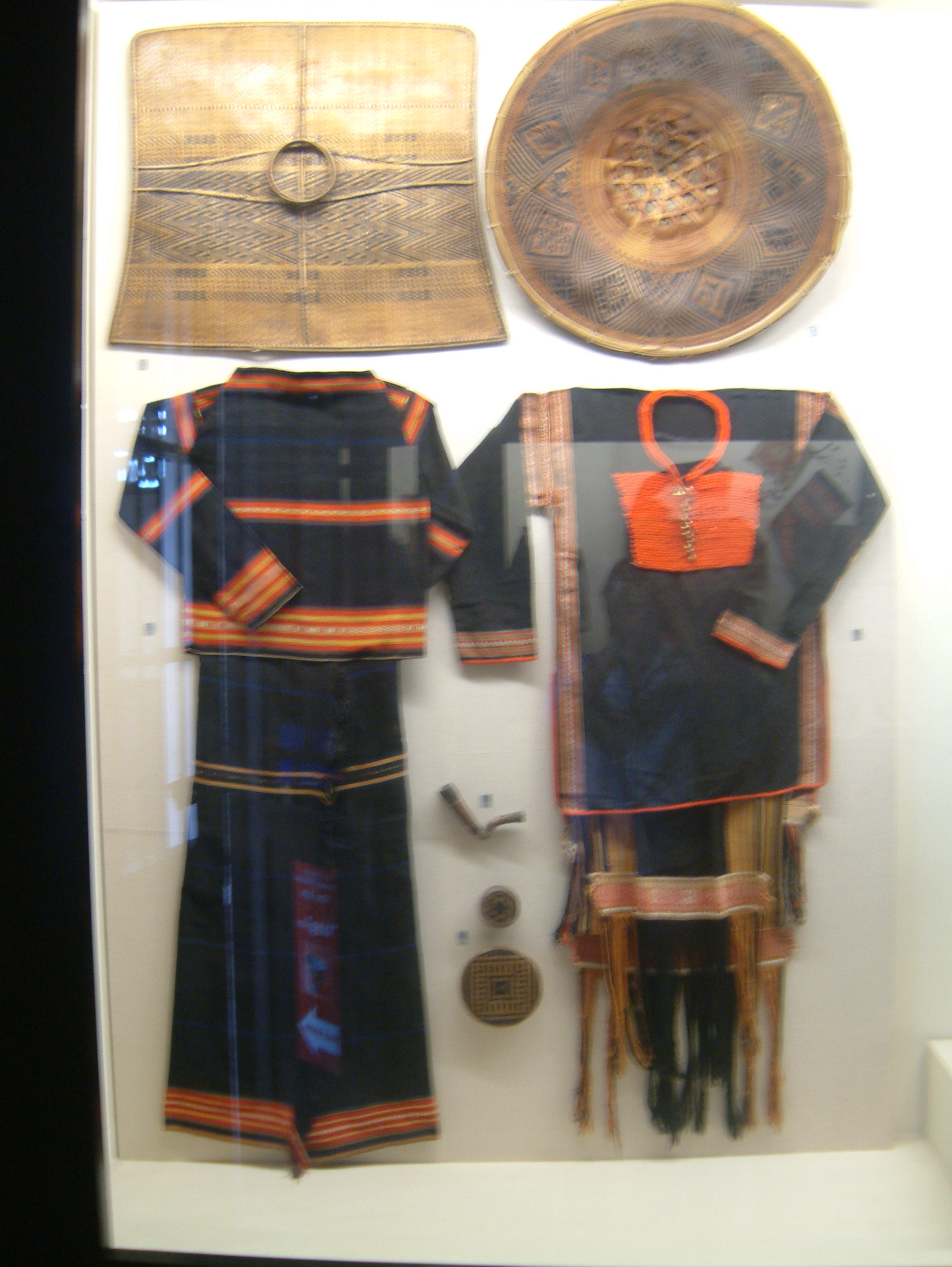
Trang phục nam nữ dân tộc Gia Rai, trưng bày tại Bảo tàng Dân tộc học Việt Nam.

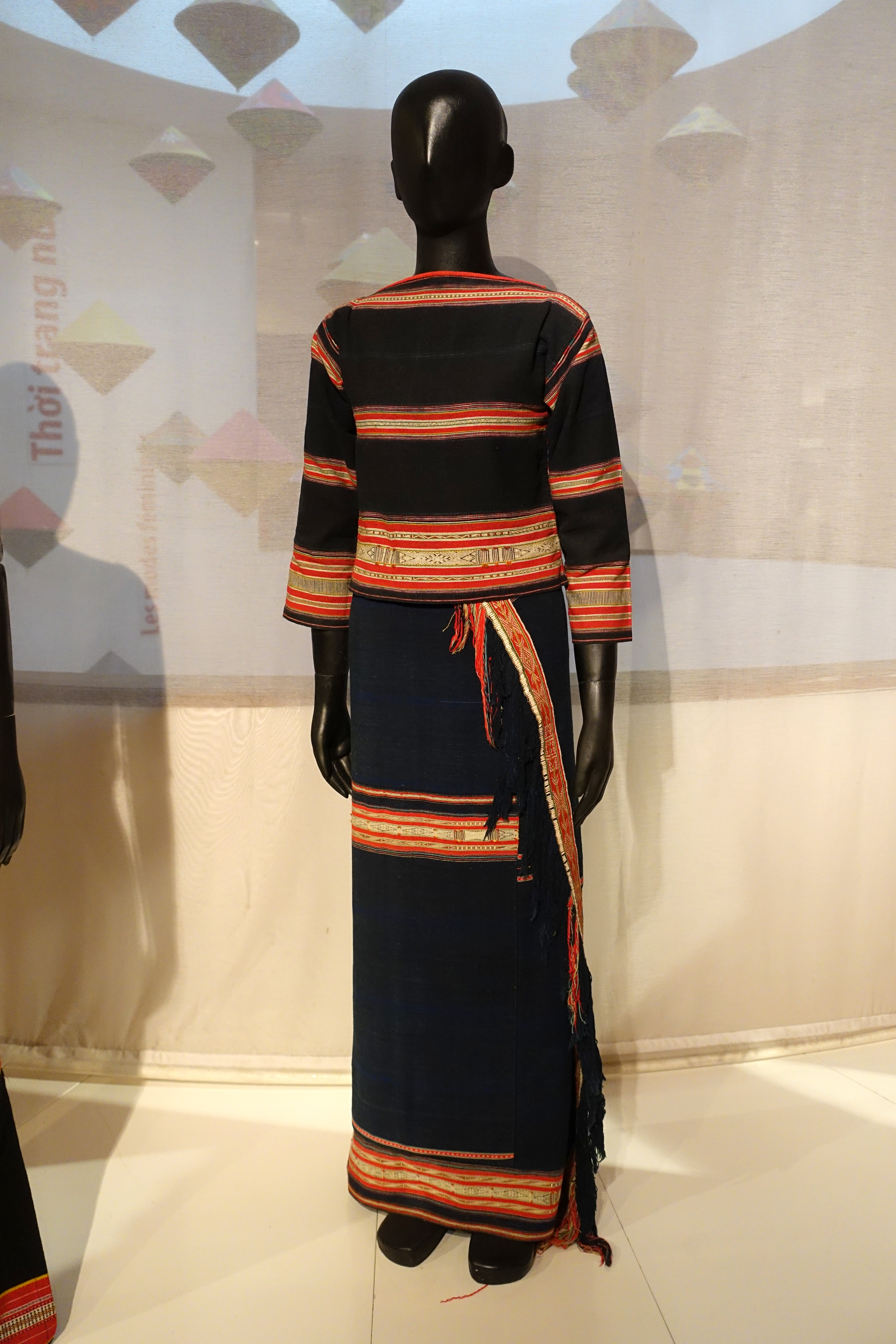
Trang phục phụ nữ Gia Rai.

Người Gia Rai ít nhiều gần với trang phục của người Êđê, nhưng có nét riêng trong phong cách tạo hình và trang trí. Mặc dù hoa văn trang trí cụ thể các nhóm khác nhau nhưng có thông số chung của tộc người.

### Trang phục nam
Thường nhật, nam đội khăn, theo lối quấn nhiều vòng trên đầu rồi buông sang một bên tai, hoặc quấn gọn ghẽ như khăn xếp của người Kinh. Khăn màu chàm. Nhìn chung, nam giới Gia Rai đóng khố. Khố này thường ngắn hơn khố ngày hội, là loại vải trắng có kẻ sọc.
Ngày lễ họ mang khố màu chàm 410 nhân 29 xentimét (161 in × 11 in), khố loại này được trang trí hoa văn màu trắng, đỏ thành các đường viền ở mép khố, đặc biệt hai đầu với các tua trên nền chàm. Có nhóm ở trần, có nhóm mang áo (loại cộc tay và loại dài tay màu chàm, khoét cổ chui đầu). Loại ngắn tay thường có đường viền chỉ màu trắng bên sườn. Loại dài tay giống phong cách áo dài nam Êđê hay M'Nông.
Cũng giống như mọi dân tộc nào biết dệt vải, may trang phục, người Gia Rai chế tác sợi từ quả cây bông và giữ nguyên màu sợi là màu trắng. Việc tạo ra các sắc màu cho sợi là cả một quá trình kinh nghiệm của người Gia Rai. Họ có truyền thống chế "thuốc nhuộm" từ các thảo mộc có trong thiên nhiên mà trong quá trình sinh sống họ đã thuộc tính nết và công dụng của từng loài. Để tạo ra màu đen hay màu xanh thẫm, họ dùng cây chàm. Các bước thao tác được tiến hành như sau: đầu tiên, người Gia Rai đi bắt một loại ốc suối có tên là Brang, đem giã nhỏ, đổ nước vào lọc, lấy thứ nước đó đổ vào ché ngâm khoảng một tháng. Tiếp theo, dùng đọt chuối, vỏ chuối và rễ cây akha krông, akha chót bỏ chung vào cối giã cho thật kỹ, trộn tất cả với Có nét riêng trong phong cách tạo hình và trang trí. Mặc dù hoa văn trang trí cụ thể các nhóm khác nhau nhưng có thông số chung của tộc người.
Sợi trắng tự nhiên, rồi bỏ vào ché ngâm. Khi sợi đã ngả màu đen thì đem phơi khô. Nước nhuộm còn lại được cất giữ trong ghè và khi cần lại có thể sử dụng với các bước như vừa mô tả. Màu đỏ trong trang phục của người Gia Rai chiếm một tỉ lệ khá đậm đặc. Trong cuốn Hoa văn các dân tộc Jrai, Bahnar, Nguyễn Từ Chi, một nhà nghiên cứu dân tộc học ở Việt Nam, có giới thiệu:
| “ | Để tạo ra màu đỏ, người Jrai tìm nguyên liệu thực vật "là một loại quả không có lông" là nguyên liệu chính, ngoài ra còn có một loại vỏ là cây Tơnung. Trong khi đi điền dã Dân tộc học, tôi được biết thêm người Jrai ở vùng Chư Pah còn tạo ra màu đỏ bằng cách dùng một loại cây có tên là Nhau trộn với mỡ dê rôì đem đun thật sôi, sau đó lấy sợi tự nhiên màu trắng nhúng vào đó, nhấc ra và nhúng vào loại nước xa bon (một loại thuốc màu của người Lào). Thao tác đó được lặp đi lặp lại vài lần cho đến khi sợi vải có màu đỏ tươi thì đem phơi khô. Trong y phục của người Gia Rai, màu vàng thường được coi như nét điểm xuyết, tạo nên sắc thái hài hoà theo thẩm mỹ của họ. Một số hoa văn như hoa cây mai, hoa Blang được dệt bằng loại sợi màu vàng. Để tạo ra màu vàng, người Jrai thường dùng củ Kơnhit (nghệ) như các nhà nghiên cứu đã tìm hiểu. ở vùng Jrai Arap có một loài thực vật nữa được dùng để tạo ra màu vàng nhuộm sợi. Đó là loại lá Popẹ. Phụ nữ Jrai thường đốt lá rồi trộn với nghệ, sau đó giã nhỏ hoà với nước suối để nhuộm. Cách làm này tạo cho sợi có màu vàng tươi hơn nhiều so với màu từ nghệ. Duy nhất chỉ có sợi màu xanh là người Jrai khi nhuộm vẫn phải dùng thứ phẩm hoá học được bán ngoài chợ. Ưu điểm của thứ sợi được nhuộm bằng các thảo mộc tự nhiên là sợi giữ được màu tươi rất lâu, qua thời gian năm tháng thứ màu đó không bị phai, bị nhạt. Từ các sợi với đủ thứ màu sắc, người Jrai với bộ khung dệt bằng tay đã tạo ra trang phục của mình như: váy, khố, áo, khăn... Đặc biệt, người Jrai rất thích màu đỏ, lấy màu đỏ làm trọng tâm, làm chính trong y phục của mình. Màu đỏ được đặc tả ở hai đầu khố nam với hoa văn lá đót buông dài bằng sợi, ở váy của phụ nữ thì phần chân váy và miếng đắp ở đằng sau mông cũng được bừng lên sắc đỏ. Trong các lễ hội lớn như lễ bỏ mả (Huă lui pơsat), lễ cúng hồn lúa (mụ Giạ), lễ cúng yang, lễ cúng thần nước (Yang Ia), lễ cúng thần lửa (Yang Apui), dân làng Jrai trong váy mới, khố mới, áo mới với sắc đỏ rực rỡ say sưa trong nhịp cồng chiêng với điệu múa Xoang truyền thống của dân tộc mình. | ” |

### Trang phục nữ
Phụ nữ để tóc dài búi sau gáy hoặc quấn gọn trên đỉnh đầu. Áo là loại áo ngắn, chui đầu, phổ biến là kiểu chui đầu cổ "hình thuyền", riêng nhóm Jrai Mơthur lại có kiểu cổ thấp hình chữ V và các loại cổ phổ biến. Trên nền chàm áo được trang trí các sọc hoa văn theo bố cục ngang thân áo ở cổ, vai, ống tay, giữa ngực, gấu áo và hai cổ tay áo. Đó là các sọc màu đỏ xen trắng và vàng trên nền chàm hoặc màu xanh nhạt diệp và màu chàm. Váy là loại váy hở quấn vào thân (kích thước trên dưới 140 cm x 100 cm). Phong cách trang trí trên váy cũng thiên về lối bố cục ngang với các đường sọc màu (như áo là chính). Có nhóm ở Plei Ku với nguyên tắc trên nhưng được mở rộng thành các mảng hoa văn ở giữa thân váy, nửa thân dưới áo và hai ống tay. Trang sức có vòng cổ, vòng tay.

## Các nhân vật
| Tên            | Sinh thời | Hoạt động |
| -------------- | --------- | --- |
| Tại Việt Nam   |           | |
| Nay Luett      | 1924–1983 | Tốt nghiệp Tú tài 2, Huế, năm 1946, là Tổng Trưởng Phát Triển Sắc tộc Saigon, Tham Sự Hành Chánh Saigon Miền Nam Việt Nam, quê xã Đất Bằng, huyện Krông Pa, tỉnh Gia Lai.                                                           |
| Puih San       | 1937–2000 | Anh hùng Lực lượng vũ trang nhân dân kháng chiến chống Mỹ, là mẫu A Sanh trong bài thơ Người lái đò trên sông Pô Kô, quê buôn Nú, xã Ia Krai, huyện Ia Grai, Gia Lai.                                                               |
| Ksor Phước     | 1954–...  | Ủy viên Ban Chấp hành Trung ương Đảng Cộng sản Việt Nam khóa XI, đại biểu Quốc hội Việt Nam khóa 10, 11, 12, Chủ nhiệm Ủy ban Dân tộc (2002–2007), con ông KSor Ní, người lai dân tộc Gia Rai và Ba Na, quê huyện Ayun Pa, Gia Lai. |
| Ksor Nham      | 1960–...  | Chủ tịch Hội đồng nhân dân tỉnh Gia Lai (2004), Trung tướng CANDVN, con ông KSor Ní, người lai dân tộc Gia Rai và Ba Na, quê huyện Ayun Pa, Gia Lai.                                                                                |
| Rơ Chăm Phiang | 1960–...  | Còn gọi là R'com Phiang, nghệ sĩ ưu tú, giảng viên Trường Cao đẳng Nghệ thuật Quân đội, quê xã Ia Pnôn, huyện Đức Cơ, tỉnh Gia Lai.                                                                                                 |
| Rơ Mah Tuân    | 1979–...  | Trung tá Quân đội nhân dân Việt Nam, Đại biểu Quốc hội Việt Nam khóa 14 (2016–2021), quê xã Ia Púch, huyện Chư Prông, tỉnh Gia Lai.                                                                                                 |
| Ksor H’Bơ Khăp | 1982–...  | Đại biểu Quốc hội Việt Nam khóa 14 (2016–2021), Thiếu tá Công an nhân dân Việt Nam, quê xã Ia Trok, huyện Ia Pa, tỉnh Gia Lai. |
| Tại Hoa Kỳ     |           | |
| Ksor Kok       | 1945–2019 | Cư trú tại bang South Carolina, Hoa Kỳ, Chủ tịch của Quỹ người Thượng, tham gia tổ chức FULRO từ hồi mới thành lập, thành lập nhà nước Đề Ga độc lập và tự phong làm Tổng thống nhà nước này.                                       |